# Teenage Dirtbag
Teenage Dirtbag è un singolo dei Wheatus. La canzone Teenage Dirtbag presente nell'EP è stata anche inclusa sia nella colonna sonora del film American School sia nella colonna sonora di un episodio del serial tv Dawson's Creek.

## Descrizione
Ha ottenuto un ampio successo in Australia, dove è rimasta per tre settimane in vetta alla classifica. Ha anche raggiunto la seconda posizione nel Regno Unito e in Germania.
Nel 2005, il gruppo femminile britannico Girls Aloud ha interpretato una cover del brano nel corso del tour What Will The Neighbours Say? Live, poi registrato come lato B nella versione live nel singolo Whole Lotta History. La canzone è stata registrata anche da un altro gruppo femminile, gli Scala & Kolacny Brothers.
Nella versione radiofonica del brano, è stata rimossa la frase del testo "He brings a gun to school" (in italiano "Lui porta una pistola a scuola"), per evitare riferimenti al Massacro della Columbine High School avvenuto l'anno precedente.

## Video musicale
Il video prodotto per Teenage Dirtbag, riprende la trama principale del film American School, con Jason Biggs che interpreta il personaggio nerd, e Mena Suvari la ragazza che lui ama, ma che lei non guarda neppure, fino al ballo di fine anno quando gli chiede di accompagnarla al concerto degli Iron Maiden. È da notare che nel film i personaggi non frequentano la scuola superiore ma il college. Sia Jason Biggs che Mena Suvari compaiono anche nel film American Pie e nel suo sequel American Pie 2, e questa coincidenza ha creato l'equivoco che il brano facesse parte della colonna sonora di American Pie e non American School.

## Tracce
CD Single Columbia 669656 2 (Sony) / EAN 5099766965628
1. Teenage Dirtbag – 4:03[1]
2. I'd Never Write a Song About You – 3:39[1]
3. Pretty Girl – 4:29[1]

## Classifiche
| Classifica    | Posizione più alta |
| ------------- | ------------------ |
| Svizzera      | 3                  |
| Germania      | 2                  |
| Austria       | 1                  |
| Paesi Bassi   | 14                 |
| Francia       | 62                 |
| Belgio        | 1                  |
| Svezia        | 2                  |
| Finlandia     | 9                  |
| Australia     | 1                  |
| Nuova Zelanda | 27                 |
| Svezia        | 10                 |
| Norvegia      | 6                  |
| Danimarca     | 6                  |
| Italia        | 38                 |